# Frank Woodruff
Frank Woodruff (* 11. Juni 1906 in Columbia, South Carolina; † 16. September 1983 in Los Angeles, Kalifornien) war ein US-amerikanischer Regisseur und Filmproduzent.

## Wirken
Woodruff, als Schauspieler nicht sonderlich erfolgreich, entschloss sich für eine Karriere als Regisseur und studierte unter anderem an der Yale School of Drama. Er beherrschte angeblich alle Bereiche des Theaters, angefangen von der Bühnenelektrik bis hin zu bühnenbildnerischen Aufgaben.
Er wurde bekannt durch seine Tätigkeit als Programmdirektor bei der Lux Radio Theatre-Hörfunkserie von Januar 1936 bis Oktober 1939. 1943 war er dort Regisseur. In den frühen 1940er Jahren produzierte er in Hollywood mehrere Low-Budget-Filme und arbeitete Ende der 1940er/Anfang der 1950er Jahre für das Fernsehen.

## Filmografie
- 1940: Curtain Call
- 1940: Cross-Country Romance
- 1940: Wildcat Bus
- 1941: Play Girl
- 1941: Repent at Leisure
- 1941: Lady Scarface
- 1943: Cowboy in Manhattan
- 1943: Two Señoritas from Chicago
- 1943: Pistol Packin' Mama
- 1944: Belita tanzt (Lady, Let's Dance)
- 1950/1951: The Bigelow Theatre (CBS-Fernsehserie; auch Produktion und Filmmanagement)